# Bohri
El bohri és un element químic sintètic el símbol del qual és Bh i el seu nombre atòmic és 107. Forma part del 7è període de la taula periòdica i és l'element més pesant del grup 7. Té aquest nom en honor de Niels Bohr. Els períodes de semidesintegració dels isòtops més estables són de l'ordre de només un minut.
Va ser sintetitzat i identificat sense ambigüitat en 1981 per un equip de Darmstadt, Alemanya, dirigit per P. Armbruster i G. Müzenberg. La reacció usada per produir l'element va ser proposada i aplicada el 1976 per un grup de Dubna (prop de Moscou), que estava sota la guia de Yuri Oganesian. Un blanc de 209Bi va ser bombardejat per un feix de projectils de 54Cr.
La millor tècnica per identificar un nou isòtop és la seva correlació genètica amb isòtops coneguts a través d'una cadena de desintegració radioactiva. En general, aquestes cadenes de decaïment s'interrompen per fissió espontània. Per tal d'aplicar l'anàlisi de cadena de decaïment s'haurien de produir aquells isòtops que són més estables davant de la fissió espontània, és a dir, isòtops amb nombres imparells de protons i neutrons. Per fer que aquestes pèrdues per fissió es mantinguin petites, cal produir un nucli amb la mínima energia d'excitació possible. En aquest aspecte, són avantatjoses les reaccions en què s'utilitzen companys de col·lisió relativament simètrics i nuclis estretament enllaçats de capa tancada com el 209Bi i el 208Pb com a blancs, i el 48Ca i el 50Ti com a projectils.
A l'experiment de Darmstadt es van trobar sis cadenes de decaïment. Tots els decaïments poden atribuir-se al 262Bh, un nucli imparell produït en una reacció d'un neutró. L'isòtop 262Bh decau per decaïment de partícula alfa, amb una vida mitjana d'uns 5ms. Certs experiments de Dubna, duts a terme el 1983, van establir la producció de 262Bh en la reacció 209Bi + 54Cr.

## Història
El bohri fou sintetitzat i identificat sense ambigüitat el 1981 per un equip de la Societat per a la Investigació en Ions Pesants (GSI) de Darmstadt, aleshores Alemanya Occidental, encapçalat per Gottfried Münzenberg. La reacció usada per a produir-lo havia estat proposada i aplicada el 1976 per un grup de l'Institut de Recerca Nuclear de Dubnà, aleshores Unió Soviètica, sota la direcció de Iuri Oganessian. Consistia a bombardejar blancs de bismut 209 i plom 208 amb nuclis accelerats de crom 54 i manganès 55, respectivament, per a produir bohri 262. Les reaccions proposades pels soviètics són:

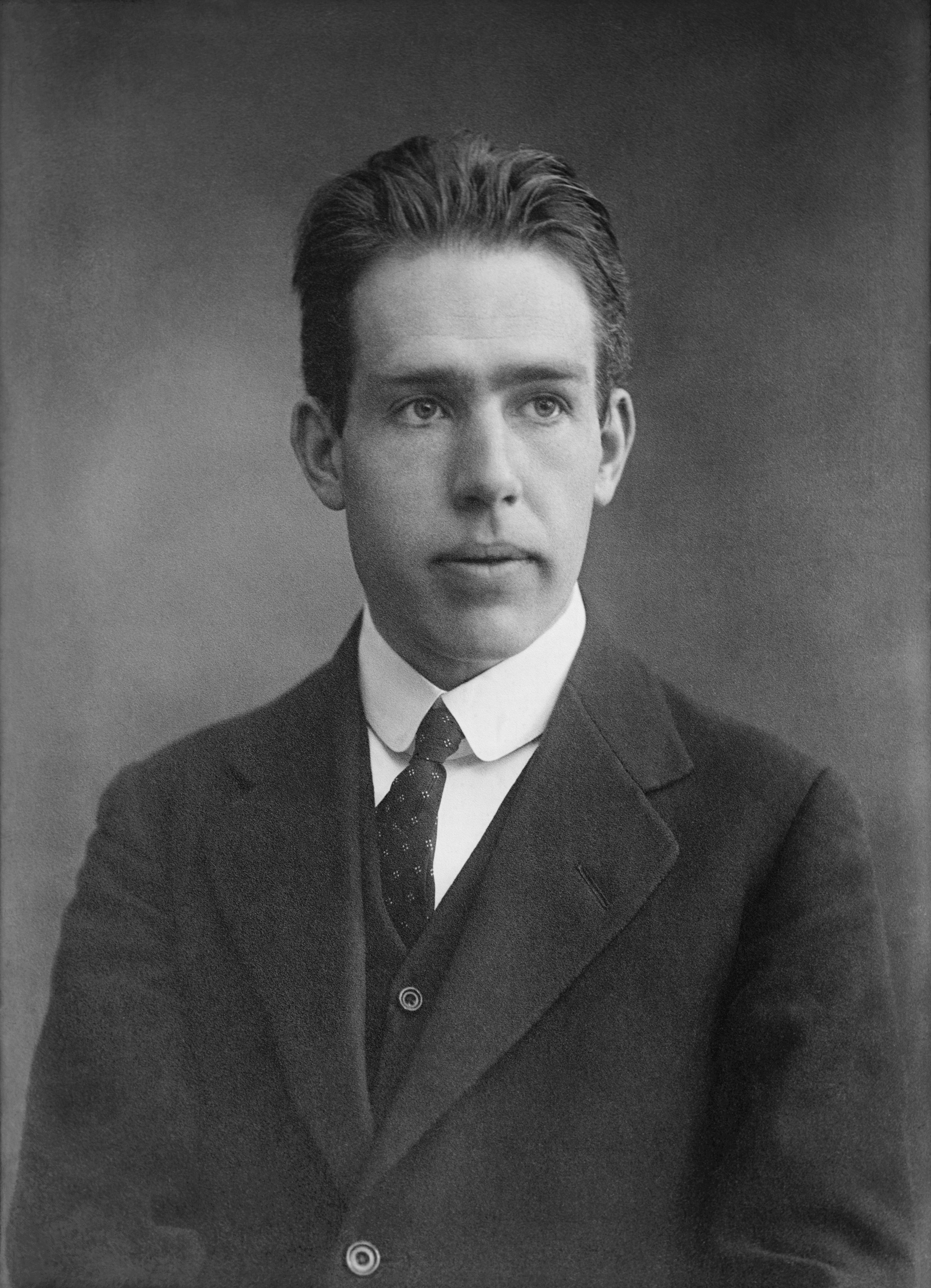
Niels Bohr, circa 1910

{\displaystyle {\ce {^209_83Bi + ^54_24Cr -> ^262_107Bh + ^1_0n}}}{\displaystyle {\ce {^208_82Pb + ^55_25Mn -> ^262_107Bh + ^1_0n}}}
L'equip alemany utilitzà bismut 209 i obtingué els isòtops bohri 260 i bohri 261, mitjançant el procés anomenat de fusió freda, que consisteix a fer que dos nuclis xoquin amb energies amb excitació baixa i, per tant, aprofitant la reducció de la tendència de desintegració d'aquests àtoms. Fou el primer element a sintetitzar-se d'aquesta manera. La reacció de síntesi del bohri 261 és:
{\displaystyle {\ce {^209_83Bi + ^54_24Cr -> ^261_107Bh + 2 ^1_0n}}}
A l'hora de buscar-li un nom, el grup alemany suggerí, el setembre de 1992, denominar-ho nielsbohri amb el símbol Ns per a honrar al físic danès Niels Bohr (1885-1962), un dels «pares» de la teoria quàntica. El 1994, un comitè de la Unió Internacional de Química Pura i Aplicada (IUPAC) recomanà anomenar-lo bohri i no nielsbohri. Els descobridors s'hi oposaren, perquè existia certa preocupació que el nom pogués confondre's amb el bor i, en particular, la distinció dels noms de les seves respectius oxoanions, bohrat i borat. L'assumpte es consultà a la secció danesa de la IUPAC que, malgrat aquest problema, votà a favor del nom bohri, i fou reconegut internacionalment el 1997.

## Propietats
| Grup    | 7      |
| Període |        |
| 4       | 25 Mn  |
| 5       | 43 Tc  |
| 6       | 75 Re  |
| 7       | 107 Bh |
|         |        |

No s'han pogut determinar les propietats del bohri de forma experimental degut als baixos períodes de semidesintegració de tots els seus isòtops. Teòricament, s'han fet prediccions sobre les seves propietats i s'espera que sigui sòlid en condicions normals, que presenti una estructura cristal·lina hexagonal molt compacta (c/a = 1,62) i que el seu radi atòmic sigui al voltant dels 128 pm. A més, hauria de ser un metall molt pesant amb una densitat d'uns 37,1 g/cm³. Això es deu a l'elevada massa atòmica del bohri, a les contraccions de lantanoides i actinoides, i als efectes relativistes.
El bohri, amb configuració electrònica calculada {\displaystyle {\ce {[Rn] 5f^14 6d^5 7s^2}}}, és el cinquè metall de transició del període 7 i el membre més pesant del grup 7 de la taula periòdica, sota el manganès, tecneci i reni. Tots ells presenten fàcilment l'estat d'oxidació +7, el qual es torna més estable a mesura que es descendeix en el grup. Per tant, s'espera que el bohri tengui un estat d'oxidació estable de +7, així com els estats inferiors +3 i +4. Els elements del seu grup formen heptaòxids volàtils, que en dissoldre's en aigua formen l'àcid corresponent. També es formen oxihalurs a partir de l'halogenació de l'òxid, per la qual cosa el bohri podria formar l'òxid volàtil {\displaystyle {\ce {Bh2O7}}}, l'àcid perbòhric, {\displaystyle {\ce {HBhO4}}} i l'oxiclorur {\displaystyle {\ce {BhO3Cl}}} entre d'altres.

## Isòtops
S'han descrit setze isòtops del bohri que han estat sintetitzats mitjançant la fusió freda de dos àtoms o mitjançant la descomposició d'elements més pesants. Tots els isòtops són radioactius, no té isòtops estables o naturals, i el seu isòtop conegut més estable, {\displaystyle {\ce {^270Bh}}}, té un període de semidesintegració d'aproximadament 61 s, encara que l'isòtop {\displaystyle {\ce {^270Bh}}} podria tenir, encara sense confirmar, un període de semidesintegració d'uns 690 s.
Els isòtops rics en protons amb nombres màssics 260, 261 i 262 es produïren directament per fusió freda; els que tenen nombres màssics 262 i 264 s'observaren en les cadenes de decadència del meitneri i del roentgeni. Per exemple el meitneri 266 dona el bohri 262 emetent una partícula alfa:
{\displaystyle {\ce {^266_109Mt -> ^262_107Bh + ^4_2He}}}
Els isòtops rics en neutrons amb nombres màssics 265, 266, 267 s'obtingueren en irradiacions de dianes d'actinoides. Els cinc més rics en neutrons amb nombres màssics 270, 271, 272, 274 i 278 (no confirmat) apareixen a les cadenes de decadència d'elements de nombre atòmic superior (nihoni, moscovi, tennes i flerovi), en concret {\displaystyle {\ce {^282Nh}}}, {\displaystyle {\ce {^287Mc}}}, {\displaystyle {\ce {^288Mc}}}, {\displaystyle {\ce {^294Ts}}} i {\displaystyle {\ce {^290Fl}}} respectivament. Així el {\displaystyle {\ce {^287Mc}}} dona {\displaystyle {\ce {^271Bh}}} per emissió de quatre partícules alfa segons la cadena:
{\displaystyle {\ce {^287Mc ->[\alpha] ^283Nh ->[\alpha] ^279Rg ->[\alpha] ^275Mt ->[\alpha] ^271Bh}}}

## Química experimental
El 1995, el primer informe sobre l'intent d'aïllament de l'element no va tenir èxit, cosa que va donar lloc a nous estudis teòrics per investigar la millor manera d'investigar el bohri (utilitzant els seus homòlegs més lleugers, el tecneci i el reni, a manera de comparació) i eliminar els elements contaminants no desitjats, com els actínids trivalents, els elements del grup 5 i el poloni.
L'any 2000 es va confirmar que, encara que els efectes relativistes són importants, el bohri es comporta com un element típic del grup 7. Un equip del Paul Scherrer Institute (PSI) va dur a terme una reacció química usant sis àtoms de 267Bh produïts en la reacció entre 249Bk i 22 Ions Ne. Els àtoms resultants es van termalitzar i van reaccionar amb una barreja de HCl/O2 per formar un oxiclorur volàtil. La reacció també va produir isòtops dels seus homòlegs més lleugers, tecneci (com 108Tc) i reni (com 169Re). Es van mesurar les corbes d'adsorció isotèrmica i van donar una forta evidència de la formació d'un oxiclorur volàtil amb propietats similars a les de l'oxiclorur de reni. Això va col·locar el bohri com un membre típic del grup 7. Les entalpies d'adsorció dels oxiclorurs de tecneci, reni i bohri es van mesurar en aquest experiment, coincidint molt bé amb les prediccions teòriques i implicant una seqüència de volatilitat d'oxiclorur decreixent cap al grup 7 de TcO3Cl > ReO3Cl > BhO3Cl.
2 Bh + 3 O
2 + 2 HCl → 2 BhO
3Cl + H
2
Els isòtops pesants de vida més llarga del bohri, produïts com a fills d'elements més pesants, ofereixen avantatges per a futurs experiments radioquímics. Encara que l'isòtop pesat 274Bh requereix un blanc rar i molt radioactiu de berkeli per a la seva producció, els isòtops 272Bh, 271Bh, i 270Bh es poden produir en forma relativament fàcil com a filles dels isòtops moscovi i nihoni.